# Африканский австралопитек

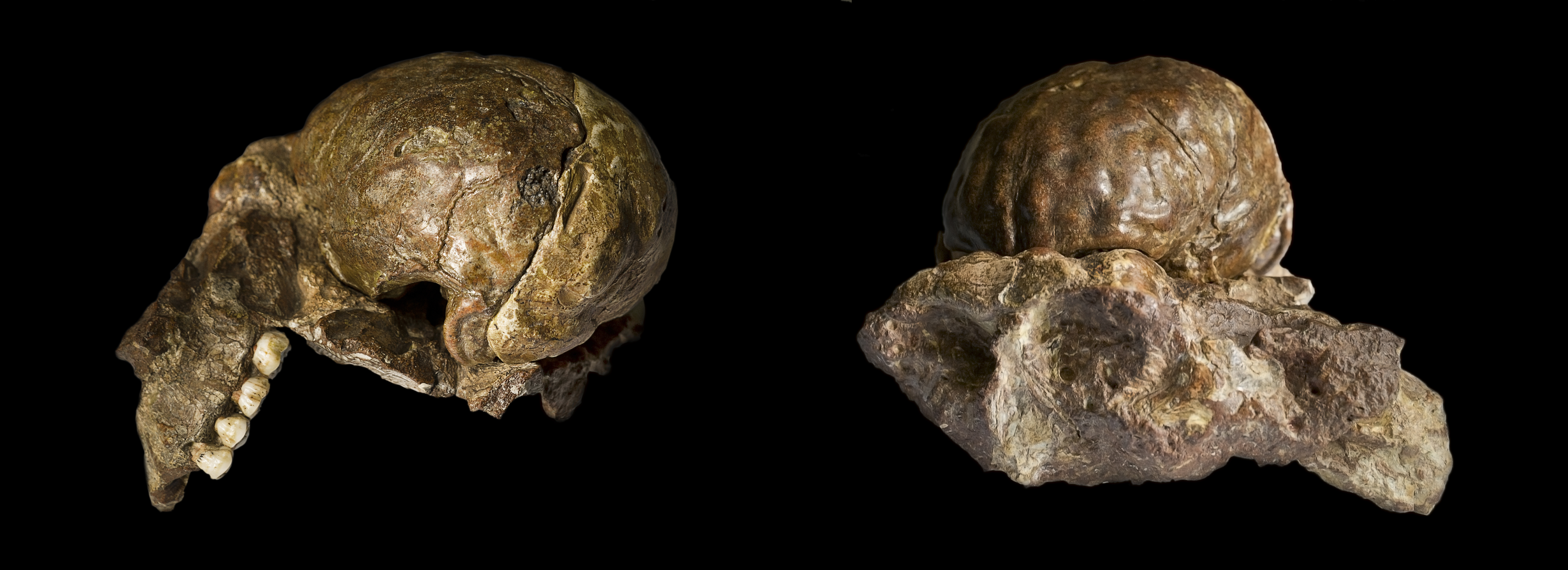
Australopithecus africanus

Африканский австралопитек (лат. Australopithecus africanus) — вымерший вид австралопитека, семейство гоминид, живший около 3,5—2,4 миллиона лет назад. В отличие от афарского австралопитека имел более обезьяноподобный скелет, но более объёмный череп. Основные местонахождения останков этого вида — известняковые пещеры Южной Африки: Таунг (1924), Стеркфонтейн (1935), Макапансгат (1948), Глэдисвэйл (1992).

## Анатомия
Во многом строение скелета африканского австралопитека имеет множество сходств с его восточноафриканским родичем афарским австралопитеком. Например, у обоих видов длина рук несколько превышала длину ног. Однако детали строения черепа у африканского австралопитека более близки к человеческим. Вместе с тем, общее строение тела имеет больше сходств с обезьяньим скелетом (например, пальцы данного вида длинные и скрученные, что позволяло ему с лёгкостью лазать по деревьям).
В целом южноафриканские австралопитеки примитивнее восточноафриканских и, предположительно, являются более дальними родственниками современного человека. Судя по костям конечностей и таза, они были полностью прямоходящими, хотя и проводили немало времени на деревьях. Рост африканских австралопитеков составлял около 1—1,5 метров, вес 20—45 килограммов, объем мозга — около 425—450 кубических сантиметров.
Судя по количеству стабильных изотопов кальция в эмали зубов, период грудного вскармливания у африканских австралопитеков и парантропов (Paranthropus robustus) длился всего несколько месяцев, тогда как у ранних Homo период грудного вскармливания длился три-четыре года.

## Известные находки

### Детский череп из Таунга

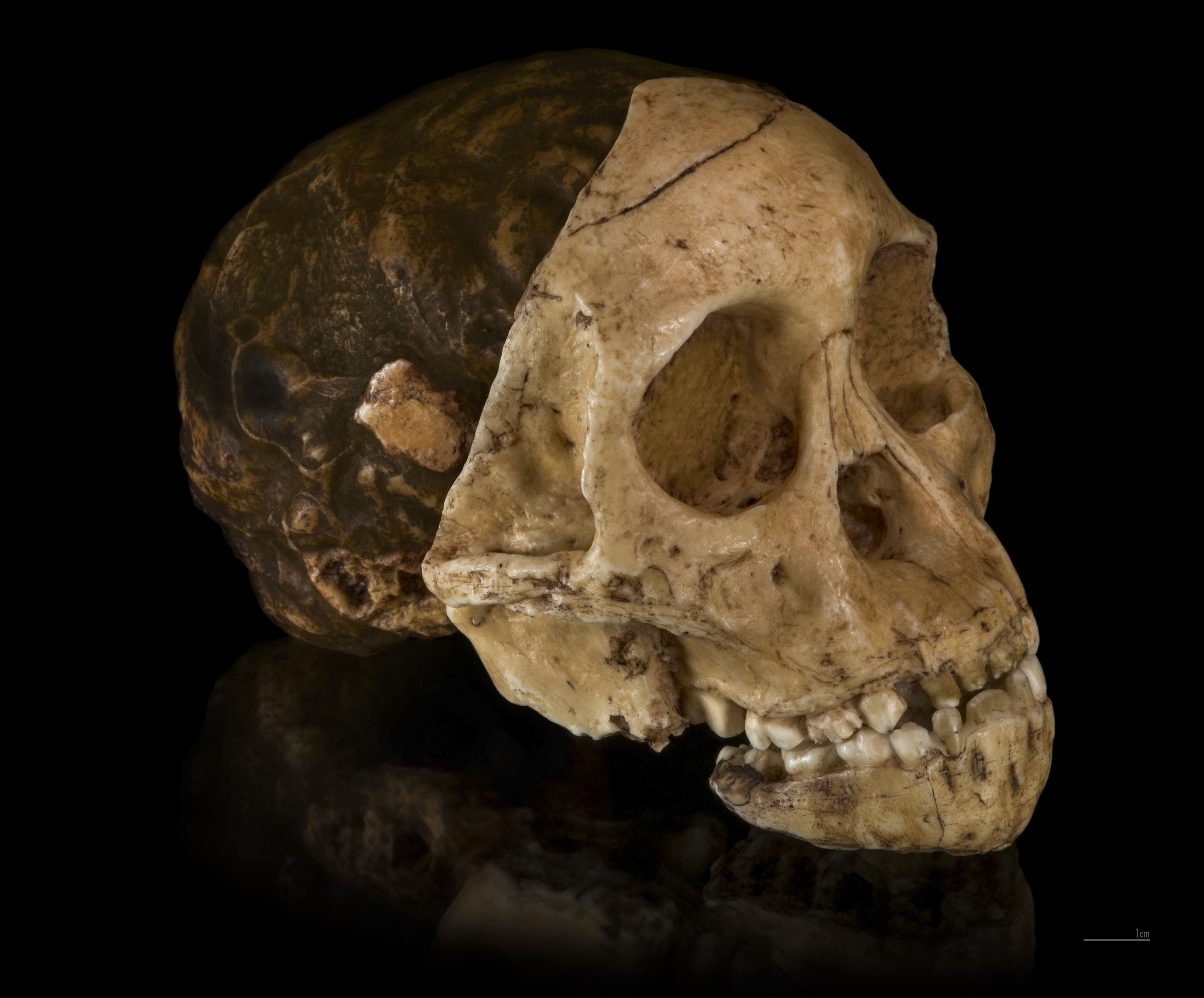
Реконструкция детского черепа из Таунга

Первая археологическая находка австралопитека была совершена в 1924 году в Южной Африке, в карьерах каменоломни Таунг в Трансваале. Обнаруженный здесь необыкновенный череп и другие окаменелости были направлены профессору анатомии Йоханнесбургского университета Раймонду Дарту. Учёный определил, что череп принадлежал ребёнку примерно 6 лет. Он дал название этой находке «Бэби из Таунга».
Большое затылочное отверстие, служащее для выхода спинного мозга, располагалось на нижней стороне черепа, что свидетельствовало о выпрямлении положения тела и двуногой походке. Объём мозга составлял 520 кубических сантиметров (для сравнения у шимпанзе он не превышает 480 кубических сантиметров). Надглазничные валики, характерные для обезьян, отсутствовали, клыки не выступали за пределы соседнего ряда, как у обезьян. Развитие затылочных, теменных и височных долей говорило о наличии ассоциативных зон в мозгу и сложном поведении организма. Дарт окрестил находку «недостающим звеном» в эволюции человека и оценил её возраст в 1 миллион лет.

### Миссис Плэз

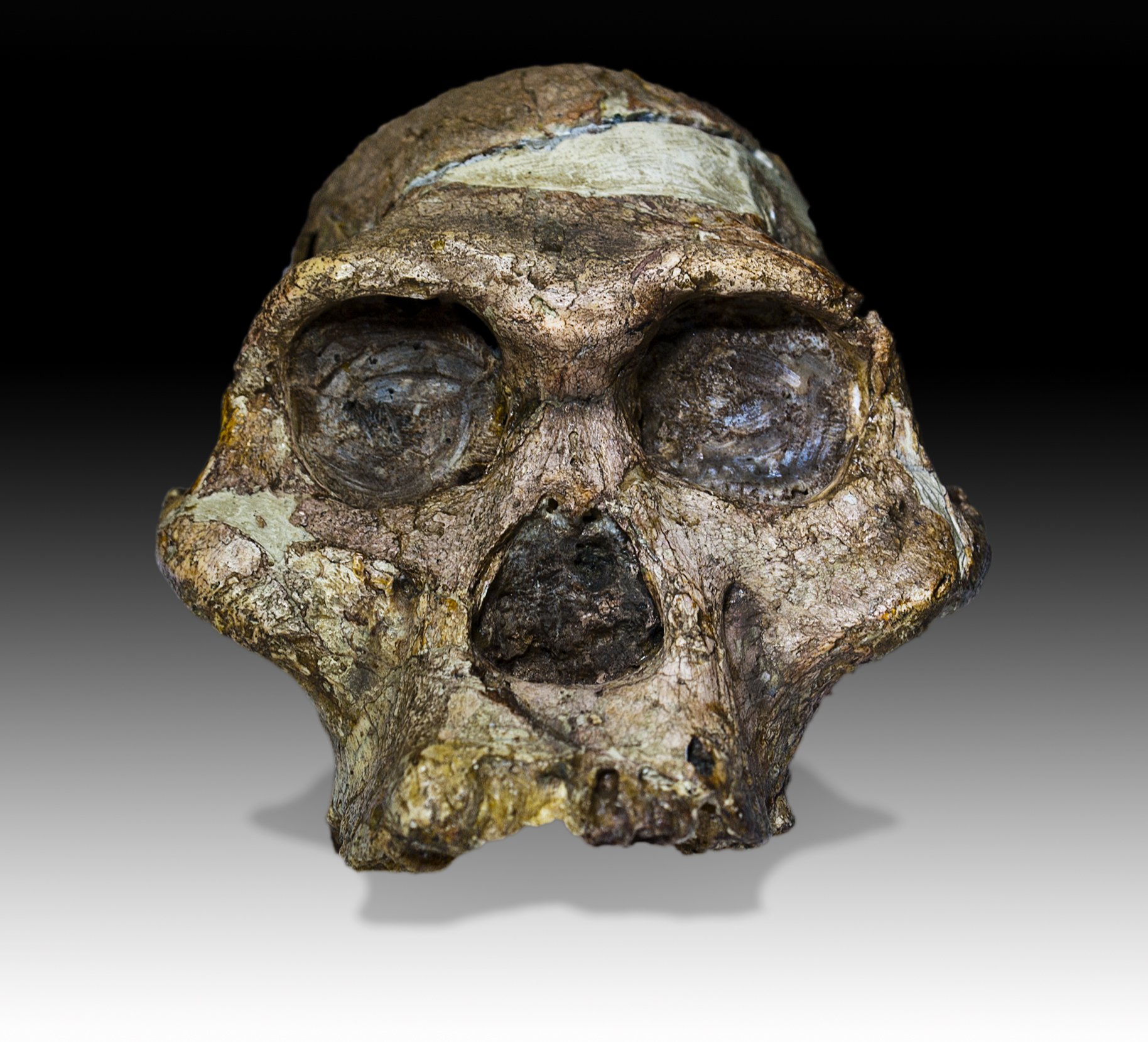
Череп «миссис Плэз». Трансваальский музей, Претория

В 1936 году антрополог Роберт Брум обнаружил череп взрослого представителя австралопитека в гроте Стеркфонтейн, близ Йоханнесбурга. Череп был неполным (отсутствовала нижняя челюсть), он принадлежал молодой самке возрастом 15-16 лет, поэтому останкам было дано имя «миссис Плэз». Геологический возраст находки составлял около 2,5 миллиона лет.
По присланному в 1956 году гипсовому отливу черепа в Москве была сделана реконструкция внешнего облика «миссис Плэз». У неё небольшая голова, которая прямо поставлена на короткой, сильно выдвинутой вперёд шее. Плечи неширокие, покатые как у обезьян. Малый объём мозговой части, относительно небольшие, но глубокие орбиты глаз, нависающее надбровье, узкий невысокий лоб и маленький уплощенный нос сочетаются с тяжелой нижней частью лица. Форма ушей схожа с ушами шимпанзе, но имеет меньшие размеры. Волосы на голове длиннее, чем у шимпанзе, лицо и лоб от растительности свободны. На спине и на плечах присутствует короткая редкая шерсть.